# Początek (album Sound’n’Grace)
Początek – album grupy Sound’n’Grace, wydany 11 grudnia 2020 roku, nakładem wytwórni Mystic Production. Jest to trzeci studyjny krążek zespołu.
Album zawiera 15 premierowych utworów w tym 3 kolaboracje. Jest to pierwszy album w historii zespołu, który powstał we współpracy z amerykańskimi producentami i kompozytorami. Jednym z głównych kompozytorów utworów na albumie jest amerykański twórca, producent, instrumentalista i wokalista Josef Hedinger, z którym zespół nagrał także jeden z singli z płyty, piosenkę "Cut Through". Nad płytą pracowali także m.in.Tabb, Mikołaj Trybulec - Tribbs, amerykański producent francuskiego pochodzenia i laureat dwóch nagród Grammy: Jeeve Ducornet, zdobywcy 10. nagród Grammy; Bruno Mars i Philip Lawrence, a także Michał Kush i inni.
Muzycznie album stanowi nowy początek dla zespołu. Przez recenzentów jak i sam zespół, płyta określana jest jako bardziej dojrzała, pełniejsza, jednak cały czas z silnym akcentem na radosne, dające nadzieję piosenki. Zespół postanowił eksperymentować z nowymi dla siebie gatunkami w jednych utworach, a jednocześnie wrócić też do swych korzeni, czyli muzyki gospel w innych.

## O albumie
Album był nagrywany w czasie pandemii i lockdownu. Wiele utworów jest efektem pracy zdalnej z producentami i wykonawcami. By nagrać wokale do płyty zespół spotkał się po długiej przerwie i po wcześniejszym odwołaniu trasy koncertowej spowodowanym pandemią. Płyta powstała także po, jak określa to zespół "trudnym roku, pełnym wielu zmian zawodowych związanych z zakończeniem współpracy z wytwórnią, w której wydane zostały dwa pierwsze albumy". Z tych powodów członkowie zespołu zdecydowali się na tytuł albumu: "Początek". Album jest pierwszą międzynarodową współpracą muzyczną grupy. Dzięki Markowi Janocie grupa nawiązała współpracę z tworzącym w Los Angeles Josefem Hedingerem i californijskim studiem Record Plant. Kompozytorem większości z 15. piosenek na płycie jest Josef Hedinger (7 z 15 piosenek), za 6 piosenek odpowiada Tabb, jedna piosenka to dzieło Mikołaja Trybulca "Tribbsa", po jednej piosence skomponowali także Piotr Walicki, Kamil Mokrzycki - frontman i założyciel zespołu (współkompozycja), Kamil Bednarek (współkompozycja) i Anna Żaczek-Biderman (współkompozycja). Producentami na płycie są Tabb (6 utworów), Robert Krawczyk "Dryskull" (4 utwory), Michał Kush (1 utwór), Piotr Walicki (1 utwór), Łukasz Świerk (1 utwór), Bruno Mars (1 utwór), Philip Lawrence (1 utwór), Jeeve Ducornet (1 utwór). Za teksty w głównej mierze odpowiadają frontmani zespołu: Kamil Mokrzycki i Anna Żaczek-Birderman, a także Kamil Durski, Arek Kłusowski, Karolina Kozak, Kamil Bednarek, Mikołaj Trybulec - Tribbs, Monika Wydrzyńska i Josef Hedinger. Utwory na płytę powstawały w studiach w Polsce i USA (studio Record Plant, Los Angeles).

## Lista utworów

### Początek[2][19]
1. Bliżej – Muzyka/Słowa – Tabb, Kamil Mokrzycki, Anna Żaczek-Biderman
2. Fale – Muzyka/Słowa – Tabb, Kamil Durski
3. Na szczyt – Muzyka/Słowa – Josef Hedinger, Kamil Mokrzycki, Anna Żaczek-Biderman
4. Piękne i tak – Muzyka/Słowa – Josef Hedinger, Kamil Mokrzycki, Anna Żaczek-Biderman
5. Wolni – Muzyka/Słowa – Josef Hedinger, Kamil Mokrzycki, Anna Żaczek-Biderman
6. Wehikuł – Muzyka/Słowa – Tabb, Karolina Kozak
7. Nasz Ślad feat. Kamil Bednarek – Muzyka/Słowa – Josef Hedinger, Kamil Bednarek, Kamil Mokrzycki, Anna Żaczek-Biderman, Arek Kłusowski
8. Na luzie – Muzyka/Słowa – Josef Hedinger, Arek Kłusowski, Anna Żaczek-Biderman, Kamil Mokrzycki
9. Sedno – Muzyka/Słowa – Tabb, Anna Żaczek Biderman, Kamil Mokrzycki
10. Bawimy się do końca – Muzyka/Słowa – Tabb, Kamil Mokrzycki, Anna Żaczek-Biderman
11. W ogniu – Muzyka/Słowa – Tabb, Kamil Mokrzycki, Anna Żaczek-Biderman
12. Podnoszę głowę – Muzyka/Słowa – Piotr Walicki, Kamil Mokrzycki, Anna Żaczek-Biderman,
13. Skrzydła – Muzyka/Słowa – Josef Hedinger, Kamil Mokrzycki, Anna Żaczek-Biderman, Arek Kłusowski
14. Bo mi się chce feat. Wojtek Makowski – Muzyka/Słowa – Mikołaj Trybulec - Tribbs, Monika Wydrzyńska
15. Cut Through feat. Josef Hedinger – Muzyka/Słowa – Josef Hedinger

## Single
| Tytuł                                  | Rok  | Album    |
| -------------------------------------- | ---- | -------- |
| „Cut Through” (oraz Josef Hedinger)    | 2020 | Początek |
| „Bliżej”                               | 2020 | Początek |
| „Bo mi się chce”(oraz Wojtek Makowski) | 2020 | Początek |
| „Fale”                                 | 2020 | Początek |
| „Skrzydła”                             | 2021 | Początek |
| „Wehikuł”                              | 2021 | Początek |
| „Nasz ślad” (oraz Kamil Bednarek)      | 2021 | Początek |

## Teledyski
| Tytuł                                   | Rok  | Reżyseria       | Album    | Źródło |
| --------------------------------------- | ---- | --------------- | -------- | ------ |
| „Bliżej”                                | 2020 | Tadeusz Kabicz  | Początek | [ 26 ] |
| „Bo mi się chce” (oraz Wojtek Makowski) | 2020 | Mateusz Dembski | Początek | [ 27 ] |
| „Nasz ślad” (oraz Kamil Bednarek)       | 2021 | Piotr Dylewski  | Początek | [ 28 ] |
| "Wehikuł"                               | 2021 | Jakub Jarka     | Początek | [ 29 ] |

## Wokaliści, muzycy, realizatorzy
Płyta "Początek" została nagrana przez wokalistów zespołu Sound’n’Grace w składzie: Anna Żaczek-Biderman, Kamil Mokrzycki, Natalia Bajak, Sylwia Dynek, Marta Gałęzka, Aleksandra Januszkiewicz, Justyna Jarzębińska, Agata Kuśmierczyk, Justyna Ostrowska, Paulina Pisarek, Marta Podobas, Aleksandra Urbańska-Deres, Aleksandra Węglewicz, Kamil Bijoś, Michał Bojarski, Maciek Kowalski, Adam Michalczyk, Łukasz Mielko, Paweł Sawicki a także wokalistów gościnnych: Josef Hedinger, Kamil Bednarek, Wojtek Makowski.
Muzycy: Mikołaj Trybulec - Tribbs (gitara basowa), Paweł Biderman (gitara), Piotr Rubik (gitara), Wojciech Doleżyczek (gitara), Tomasz Mądzielewski (perkusja), Jakub Czaplejewicz (puzon), Łukasz Przyborowski (Trąbka), Damian Pińkowski (saksofon), Josef Hedinger (pianino), Tomasz Świerk (pianino).
Mix, master: Marcin Szwajcer, Jan Smoczyński, Jeeve Ducornet
Realizacja nagrań wokali zespołu: Adrian Owsianik.

## Odbiór
Płyta spotkała się z bardzo dobrym odbiorem większości krytyków. Podkreślano dojrzałość i świadomość celu twórców. Kompozycje i linie melodyczne określano jako "piękne", a wokale "genialne". Utwory opisywano jako "pozytywne, pełne radości" i "dające nadzieję"  na "nowy początek" w "trudnych czasach". W serwisie empik.pl płyta ma ocenę pięciu gwiazdek na pięć możliwych, przy ponad stu głosach.